# Association pour les droits civils en Israël
L'Association pour les droits civils en Israël  (ACRI) (האגודה לזכויות האזרח בישראל en hébreu; جمعية حقوق المواطن في اسرائيل en arabe) est une organisation sans but lucratif fondée en 1972 avec l'objectif de protéger les droits humains et les droits civiques en Israël et dans les territoires occupés.